# Сокольські
Сокольські — князівський рід, імовірно, молодша гілка аристократичного роду Четвертинських, які, за припущеннями, походять від дубровницьких князів, які були гілкою Пінсько-Туранської гілки династії Рюриковичів. Назва роду походить від волинського містечка Соколь (нині село Сокіл Волинської області), яке було їхнім родовим гніздом. Сокольські відіграли помітну роль у політичному та соціальному житті Волині в період пізнього середньовіччя, зокрема в XV–XVI століттях.

## Походження
Рід Сокольських сформувався в середині або другій половині XV століття, коли князь Михайло Михайлович, син Михайла Олександровича Четвертинського, почав іменуватися за назвою поселення Соколь, яке стало центром володінь роду. Четвертинські, від яких відгалужилися Сокольські, вважаються нащадками Рюриковичів, хоча точне генеалогічне походження залишається предметом дискусій серед істориків. Сокольські успадкували від Четвертинських значні земельні володіння на Волині, що дозволило їм займати важливе місце в регіональній еліті.

## Родовий осідок
Родовим осередком Сокольських було містечко Соколь, розташоване на північ від Луцька над річкою Стир. Найдавніша згадка про це поселення датується 8 грудня 1322 року в привілеї, виданому луцьким князем Любартом Гедиміновичем для церкви св. Іоана Богослова. Цей документ, однак, викликає сумніви щодо автентичності та точності датування. У 1498 році привілей був підтверджений великим князем литовським Олександром.
У другій половині XV століття Соколь згадується в листі великого князя Казимира (близько 1469 року), представленому під час ревізії українських замків у 1545 році. У 1564 році поселення отримало міський статус: 5 липня князі Василь і Марко Сокольські отримали від великого князя Сигізмунда Августа привілей на заснування на місці села однойменного містечка. Локація виявилася успішною, і незабаром Соколь почав згадуватися в джерелах як містечко. Соколь залишався центром володінь Сокольських протягом усього періоду їхньої активної діяльності.
Однак у Луцькому повіті Волинського воєводства існувало ще одне поселення з назвою Соколь (Сокуль), розташоване над річкою Случ, північніше Звягеля (нині село Курчиця Новоград-Волинського району Житомирської області). Це поселення належало князям Корецьким, а в 1589 році перейшло до Гостських, після чого в 1640 році стало власністю Четвертинських. Ця плутанина з однойменними поселеннями потребує уточнення в історичних дослідженнях.

## Історичне значення
Сокольські, як частина аристократичної еліти Волині, брали активну участь у політичному житті Великого князівства Литовського. Отримання привілею на міський статус Соколя в 1564 році свідчить про їхній вплив і економічні можливості. Містечко стало важливим осередком торгівлі та ремесел у регіоні, що сприяло зміцненню позицій роду. Рід Сокольських зберігав свої володіння та вплив на Волині щонайменше до XVII століття, після чого їхня роль поступово згасав внаслідок політичних і соціальних змін у Речі Посполитій. 
Рід князів Сокольських вимер у XVII столітті.

## Родовідне дерево
- Князь Олександр Четвертинський, † бл. 1450
  - Князь Михайло Олександрович Четвертинський, його нащадки — родина Сокольських
    - Князь Михайло Михайлович Четвертинський на Соколі[15]
      - Князь Василь Сокольський († 1528); NN Василівна Хребтовичівна, внучка Пашка Дахновича
        - Князь Андрій Васильович Сокольський (1528, † 1528/1541)
        - Князь Юрій Васильович Сокольський (1554,1559)
        - Князь Максим Васильович Сокольський з Хлопнева (1541, † бл.1580);  одр. з Олександрою-Іриною
          - Князь Василь Максимович Сокольський († після 1583)
          - Княжна Марина Максимівна Сокольська; одр. з Матвієм Лонцьким
          - Княжна Софія Максимівна Сокольська; одр. з Балцером Мартишевским

        - Князь Остафія Васильович Сокольський († бл.1579); одр. з княгинею Опранією Федорівною з Борятинських
        - Княжна Марія Василівна Сокольська († після 1546); одр. з Іриком Лукавським

      - Князь Солтан Сокольський (1509, † 1544); Волинський хорунжий (бл. 1529–1544 рр.); одр. з Оленою Коптовною
        - Князь Василь Солтанович Сокольський († 1568); одр. з Анною Іванівною Монтовтівною
        - Князь Марко Солтанович Сокольський († 1583); одр. з Магдаленою Яковицькою
          - Князь Стефан (Софроній) Маркович Сокольський († після 1617)
          - Княжна Варвара Марківна Сокольська; одр. зі Стефаном Воронецьким
          - Княжна Олександра Марківна Сокольська; 1-й шлюб: Андрей Загоровский; 2-й шлюб: Криштоф Еловицький, волинський підстолій; 3-й шлюб: Криштоф Шимкович-Шкленський
          - Княжна Марина Марківна Сокольська; одр. з Вацлавом Семашком з Добрятина
          - Княжна Маруша Марківна Сокольська; одр. з Миколаєм Ярмолинским
          - Княжна Богдана-Богумила Марківна Сокольська; одр. з Станіславом Корчминским
          - Княжна Ганна Марківна Сокольська; одр. зі Стефаном Воронецьким

        - Княжна Ганна Солтанівна Сокольська († після 1585); одр. з Василем Борзобогатим-Красенським
        - Княжна Олена Солтанівна Сокольська († після 1569); одр. з князем Іваном Романовичем Друцким-Любецким

      - Князь Юрій Сокольський († 1528, бл.1538)

## Геральдика князів Сокольських
Герб Михайла, князя на Соколі, молодшого сина Михайла Григоровича Четвертинського, залишається невідомим, однак збереглися відомості про герби його синів — князів Сокольських. Печатки Василя Михайловича 1525 та 1528 років зображують два півкола, верхнє кінцями вгору, нижнє — вниз, перетинані хрестом, на пізнішій — у готичному щиті. Печатки Солтана (1528) та Юрія (1528–1532) містять знак із колом під хрестиком та чотирма півкруглими відгалуженнями зверху. На печатках наступного покоління, зокрема Юрія та Максима Васильовичів (1557), зображено два півкола з хрестом, з варіаціями у формі кінців. Максимова печатка 1570 року вирізняється колом із трьома хрестиками та ініціалами MV. Печатки Остафія Васильовича (1557–1575) показують еволюцію герба від двох кіл із хрестом до кола з чотирма півкруглими відгалуженнями. Печатка Марії Василівни 1546 року повторює герб Юрія Васильовича. Після першої половини XVI століття відомості про геральдику Сокольських зникають, а їхній герб не увійшов до гербовників Речі Посполитої, що ускладнює його вивчення.

## Виноски
1. ↑  Kniaziowie litewsko-ruscy od końca czternastego wieku / за ред. J. Wolff — Warszawa: 1895. — С. 489.
2. ↑  Wolff J. Kniaziowie litewsko-ruscy od końca czternastego wieku. – Warszawa, 1895. –S. 489
3. ↑  Яковенко Н. М. Українська шляхта з кінця XIV до середини XVII ст. (Волинь і Центральна Україна). – К., 1993. – С. 313, 316
4. ↑  Яковенко Н. Українська шляхта з кінця XIV – до середини XVII століття. Волинь і Центральна Україна. – 2 вид. – К., 2008. – С. 350–351.
5. ↑  Архив ЮЗР. – К., 1909. – Ч. 8, т. 3: Акты о брачном праве и семейном быте в Юго-западной Руси в XVI–XVII вв. – С. 11 (1538); 1911. – Ч. 8, т. 6
6. ↑  Акты о землевладении в Юго-Западной России в XV–XVIII вв. – С. 85 (1560), 334, 355, 357 (1571).
7. ↑  Архив Юго-Западной России, издаваемый Временною коммиссиею для разбора древних актов, высочайше учрежденною при киевском, подольском и волынском генерал-губернаторе (далі: Архив ЮЗР). – К., 1883. – Ч. 1, т. 6
8. ↑  Акты о церковно-религиозных отношениях в Юго-Западной Руси (1322–1648 гг.). – С. 2
9. ↑  Грамоти XIV ст. / Упор., вступна стаття, коментарі і словники-покажчики М. М. Пещак. – К., 1974. – С. 21.
10. ↑  Литовська метрика. – К., 2005. – Кн. 561
11. ↑  Ревізії українських замків 1545 року/підгот. В. Кравченко. – С. 160, прим. 283
12. ↑  Торгівля на Україні. XIV – середина XVII ст. Волинь і Наддніпрянщина / упор. В. М. Кравченко, Н. М. Яковенко. – К., 1990. – С. 65.
13. 1 2  Заяць А. Урбанізаційний процес на Волині в XVI – першій половині XVII століття. – Львів, 2003. – С. 67
14. ↑  Słownik geograficzny Królestwa Polskiego i innych krajów słowiańskich. –Warszawa, 1883. – T. 4. – S. 892
15. ↑  Сокольські
16. ↑  Болсуновский К. Сфрагистические и геральдические памятники Юго-Западного края. – К., 1914. – Вып. ІІІ. – С. 3.
17. 1 2  Алфьоров О. Шляхетська сфрагістика Центральної України. – Табл. 2, мал. 3
18. 1 2  Алфьоров О. Особові печатки Правобережної України: кінець XVIII – перша половина ХІХ ст. – Біла Церква, 2005. – С. 75.
19. ↑  Wolff J. Kniaziowie litewsko-ruscy. – S. 490.
20. ↑  Wolff J. Kniaziowie litewsko-ruscy. – S. 492